# Jens Henry Nielsen
Jens Henry Nielsen (født 17. maj 1956 i Arentsminde ved Brovst) er en dansk speedway-, langbane- og isracing kører. 
Han er storebror til den 22 foldige verdensmester Hans Nielsen og har deltaget i VM finalen i langbane i 1988 som hans hidtil bedste resultat. Han har desuden vundet DM for hold med Brovst Speedway Club og en række åbne løb i Europa, Australien og på New Zealand.
Jens Henry Nielsen var desuden dansk mester i 1000 meter speedway i 1991 og 1992.